# Intel Turbo Boost
Intel Turbo Boost - technologia firmy Intel, która automatycznie zwiększa taktowanie procesora, gdy komputerowi potrzebna jest wyższa moc obliczeniowa. 
Została ona zastosowana w serii Intel Core w modelach i3, i5, i7 oraz i9. Technologia ta powoduje wzrost taktowania od 300 do 900 MHz, przy czym zauważalna jest prawidłowość, że im bardziej energooszczędny procesor, tym wyższa jest to wartość.